# Саргасові
Саргасові (Sargassaceae) — родина бурих водоростей ряду фукальних (Fucales). 
Поширені в теплих морях, найбільше скупчення — у Саргасовому морі.

## Роди
- Acrocarpia
- Acystis
- Anthophycus
- Axillariella
- Bifurcaria
- Carpoglossum
- Carpophyllum
- Caulocystis
- Cladophyllum
- Coccophora
- Cystophora
- Cystophyllum
- Cystoseira
- Halidrys
- Hizikia
- Hormophysa
- Landsburgia
- Myagropsis
- Myriodesma
- Nizamuddinia
- Oerstedtia
- Platythalia
- Sargassum
- Scaberia
- Turbinaria